# Stellifer lanceolatus
Stellifer lanceolatus és una espècie de peix de la família dels esciènids i de l'ordre dels perciformes. Va ser descrit per l'ictoleg estatunidenc John Edwards Holbrook el 1855.

## Morfologia
- Els adults poden assolir fins a 20 cm de longitud total.[2][3]

## Alimentació
Menja principalment petits crustacis.

## Hàbitat
És un peix de clima subtropical (38°N-26°N) i demersal.

## Distribució geogràfica
Es troba a l'Atlàntic occidental: des de Virgínia fins a Texas, llevat del sud de Florida.

## Observacions
És inofensiu per als humans.